# HMS Anson (1886)
Pour les autres navires du même nom, voir HMS Anson.
Le HMS Anson est le dernier des six navires cuirassés de Classe Admiral construits pour la Royal Navy dans les années 1880. 
Le navire est achevé, à l'exception de son armement, en 1887, ses canons sont installés deux ans plus tard. Il est affecté à la Channel Fleet à la mi-1889 comme navire-amiral du commandant en second de la flotte. Deux ans plus tard, le navire de passagers SS Utopia coule avec la perte de 562 vies après être entré en collision avec l’Anson dans la baie de Gibraltar. Au milieu de l'année 1893, l’Anson est transféré à la Mediterranean Fleet, avant de rentrer chez lui en 1900, où il est affecté à la flotte de réserve. Il est remis en service pour la Home Fleet début 1901. L’Anson est remis en service trois ans plus tard, puis vendu à la casse en 1909.

## Contexte et conception
La classe Admiral est construite en réponse aux cuirassés français Hoche et de la Classe Marceau. L’Anson et son navire-jumeau (sister ship), le Camperdown, sont des versions agrandies et améliorées des deux Admiral précédents, le Rodney et le Howe. Les deux navires ont une longueur entre perpendiculaires de 100,6 m, une largeur de 20,9 m et un tirant d'eau de 8,5 m à pleine charge. Ils déplacent 10 600 tonnes longues (10 800 tonnes) à charge normale, soit 300 tonnes longues (305 tonnes) de plus que le Howe et le Rodney et 1 100 tonnes longues (1 118 tonnes) de plus que le premier navire (navire de tête) de la classe, le Collingwood. Les navires ont un effectif de 525 à 536 officiers et matelots.

### Propulsion
Le navire est propulsé par une paire de moteurs à vapeur à expansion composée inversée à 3 cylindres, chacun entraînant une hélice. Les moteurs Humphrys produisent un total de 7 500 chevaux-vapeur indiqués (5 600 kW) à tirage thermique d'eau normal et 11 500 chevaux-vapeur indiqués (8 600 kW) à tirage thermique forcé, utilisant la vapeur fournie par une douzaine de chaudières cylindriques.
Les navires-jumeaux sont conçues pour atteindre une vitesse de 16 nœuds (30 km/h) à tirage thermique normal et l’Anson atteint 17,4 nœuds (32,2 km/h) lors de ses essais en mer en utilisant le tirage thermique forcé. Les navires transportent un maximum de 1 200 tonnes longues (1 219 t) de charbon qui donnaient 7 200 milles nautiques (13 300 km) à une vitesse de 10 nœuds (19 km/h).

### Armement
Contrairement au Collingwood, les quatre derniers navires de la classe Admiral sont équipés d'un armement principal composé de canons rayés  à chargement par la culasse (BL) de 13,5 pouces (343 mm) Mk II de 30 calibres, au lieu des canons de 12 pouces (305 mm) des navires précédents. 
Les quatre canons sont montés dans deux barbettes jumelées, une à l'avant et une à l'arrière de la superstructure. Les barbettes sont ouvertes, sans capot ni bouclier, et les canons, montés sur une plaque tournante, sont entièrement exposés. Les obus de 570 kg tirés par ces canons sont crédités de la capacité de pénétrer 711 mm de fer forgé à 910 m avec une charge de 290 kg de poudre brune sans fumée (SBC). À l'élévation maximale, les canons ont une portée d'environ 10 930 m avec le SBC ; plus tard, une charge de 85 kg de cordite est substituée au SBC, ce qui porte la portée à environ 11 540 m. La production des canons lourds de ce navire et de ses navires-jumeaux connaît des retards importants en raison de fissures dans la couche la plus interne des canons, ce qui a considérablement retardé la livraison de ces navires.
L'armement secondaire du Anson consiste en six canons BL 6 pouces (152 mm) Mk IV de 26 calibres sur des supports simples positionnés sur le pont supérieur au milieu du navire, trois sur chaque flanc. Ils tirent des obus de 45 kg qui ont la capacité de pénétrer 267 mm de fer forgé à 900 m. Ils ont une portée de 8 070 m à une élévation de +15° en utilisant de la poudre noire prismatique. À partir de 1895 environ, tous ces canons sont convertis en canons à tir rapide (QF) avec une cadence de tir beaucoup plus rapide. L'utilisation de la cordite permet d'augmenter leur portée à 8 481 m. Pour se défendre contre les torpilleurs, les navires transportent une douzaine de canons Hotchkiss QF 6-pounder de 2,2 pouces (57 mm) et huit canons Hotchkiss QF 3-pdr de 1,9 pouce (47 mm). Ils montent également cinq tubes lance-torpilles de 14 pouces (356 mm) au-dessus de l'eau, un à l'avant et quatre à l'arrière.

### Blindage
Le schéma de blindage du Anson et du Camperdown est pratiquement identique à celui du Collingwood, bien que l'épaisseur de la plaque de blindage sur les barbettes fût augmentée ainsi que la longueur de la ceinture de blindage de la ligne de flottaison. Pour s'adapter à ces changements sans augmenter le tirant d'eau, ces deux derniers navires sont allongés de 1,5 m et leur largeur est augmentée de 152 mm par rapport à leurs aînés. La ceinture de blindage du blindage composé s'étend au milieu des navires entre l'arrière de chaque barbette sur une longueur de 45,7 m. Elle a une hauteur totale de 2,3 m, dont 2 m sous l'eau et 0,3 m au-dessus à charge normale ; à charge profonde, leur tirant d'eau augmentait encore de 152 mm. Les 1,2 m supérieurs de la ceinture de blindage ont une épaisseur de 457 mm et les plaques s'effilent à 203 mm au niveau du bord inférieur. Des cloisons latérales aux extrémités de la ceinture la relient aux barbettes ; elles ont une épaisseur de 406 mm au niveau du pont principal et de 178 mm en dessous.
L'épaisseur des barbettes varie de 305 à 356 mm), les palans à munitions principaux étant protégés par des tubes blindés aux parois de 305 mm d'épaisseur. Les tours de contrôle ont également des parois de cette épaisseur ainsi que des toits de 51 mm d'épaisseur. Le pont de la citadelle blindée centrale a une épaisseur de 76 mm et le pont inférieur a une épaisseur de 64 mm depuis les extrémités de la ceinture jusqu'à la proue et la poupe.

## Construction et carrière

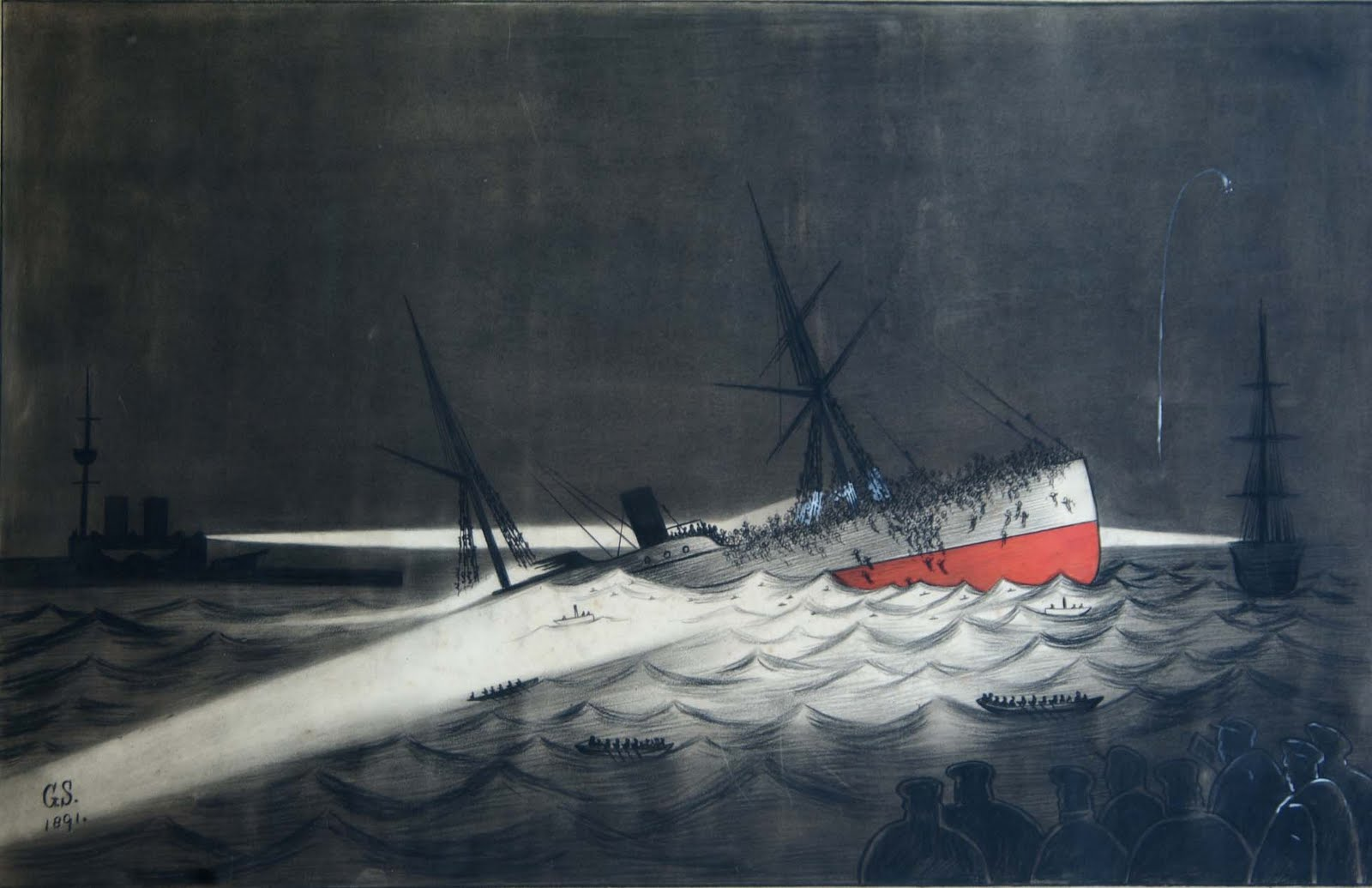
Le naufrage du SS Utopia par un témoin 1891

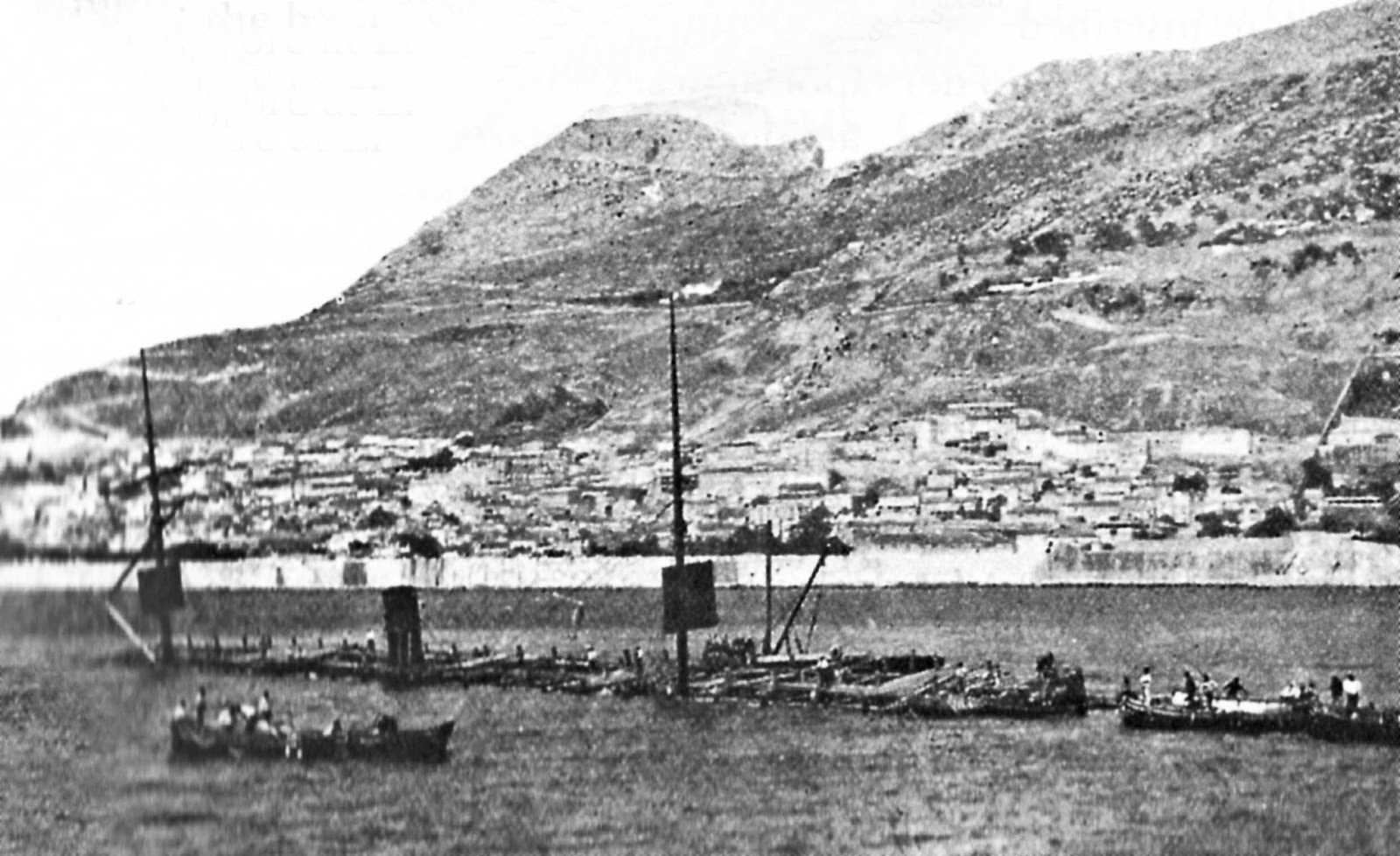
Épave de l'Utopia dans le port de Gibraltar

L’Anson, nommé d'après l'Amiral et Premier Lord de l'Amirauté, George Anson, 1er Baron Anson, est le sixième navire de son nom à servir dans la Royal Navy.
La pose de la quille du navire est réalisée à Pembroke Dockyard le 24 avril 1883, et le navire est lancé le 17 février 1886 et livré à Portsmouth en mars 1887, complet à l'exception de son armement principal, pour un coût de 662 582 livres sterling (£). Il est finalement mis en service le 28 mai 1889 en tant que navire-amiral du commandant en second de la Channel Fleet. Le 17 mars 1891, le vapeur à passagers SS Utopia est accidentellement projeté sur l'éperon de l' Anson ancré pendant un fort coup de vent dans la baie de Gibraltar. 562 passagers et de l'équipage du Utopia et deux sauveteurs du croiseur blindé Immortalité sont tués dans l'accident. L’Anson n'a pas signalé de blessures ou de dommages.
En septembre 1893, l’Anson est transféré en Méditerranée, où il sert jusqu'en janvier 1900, avec un carénage à Malte en 1896. Il rentre au pays et est désarmé à Devonport en janvier 1901, puis est remis en service pour la nouvelle Home Fleet en mars de la même année. Il sert comme navire de garde à Queensferry sous les ordres du Captain William Fisher en 1902, et prend part à la revue de la flotte (fleet review) qui se tient à Spithead le 16 août 1902 pour le couronnement du Roi Edward VII. 
En mai 1904, l’Anson est finalement désarmé et mis en réserve, où il reste jusqu'à ce qu'il soit vendu à la casse le 13 juillet 1909. Le navire est vendu pour 21 200 £ et est ensuite démoli à Upnor.

## Sources
- (en) Cet article est partiellement ou en totalité issu de l’article de Wikipédia en anglais intitulé « HMS Anson (1886) » (voir la liste des auteurs).